# Rhinon
Rhinon, der Sohn des Charikles von Paiania, war ein griechischer Politiker, der im klassischen Athen nach dem Ende des Peloponnesischen Krieges (431 v. Chr. – 404 v. Chr.) für kurze Zeit das Geschick der Stadt bestimmte. Seine genauen Lebensdaten sind nicht bekannt. Er stammte aus Paiania, einem aus zwei Ortsteilen bestehenden attischen Demos, der zum Stamm Pandionis gehörte und in der Nähe von Aphidnai lag.
Nach Angaben des griechischen Philosophen Aristoteles spielte er nach dem Sturz der Herrschaft der Dreißig Tyrannen 403 v. Chr. die führende Rolle in der (zweiten) aus einem Zehnmännerkollegium (sogenannte „Dekaduchoi“) gebildeten Regierung, die von der (oligarchischen) athenischen Volksversammlung eingesetzt wurde, um eine Versöhnung mit der demokratischen Opposition zustande zu bringen, die das Hafenviertel Piräus besetzt hielt. Die erste Dekaduchen-Regierung unter Führung der ehemaligen „Dreißigmänner“ Pheidon und Eratosthenes wurde, wie Aristoteles in seiner Schrift Der Staat der Athener beschreibt, von der Volksversammlung abgewählt, weil sie sich unter der Führung von Pheidon als unfähig erwiesen hatte, diese Versöhnung herbeizuführen.
In Anbetracht seiner Laufbahn muss Rhinon, der möglicherweise auch der ersten Zehnmänner-Regierung angehört hatte, dem gemäßigten Flügel der oligarchischen Partei in Athen angehört haben und war wahrscheinlich einer der Gefolgsleute des Theramenes, der als Hauptrepräsentant dieses Flügels angesehen wird. Rhinon wirkte bei seinen Versöhnungsbemühungen eng mit seinem Kollegen Phayllos von Acherdos zusammen. Beide schickten noch vor der Ankunft eines spartanischen Heeres unter König Pausanias Botschaften zu den demokratischen „Rebellen“ im Piräus und bemühten sich auch nach dem Eintreffen des Pausanias um eine Rückkehr der Demokraten in den Schoß der Mutterstadt Athen. Zum Abschluss gebracht wurde die Versöhnung der Athener von Pausanias selbst, der dazu später noch zehn Schlichter aus Sparta kommen ließ.
Der Komödienschreiber Archippos hat ein Stück mit dem Titel Rhinon verfasst, das sich wahrscheinlich mit den Ereignissen von 403 v. Chr. und der Person des Rhinon von Paiania befasste. Dieses Stück, das uns weitere wichtige Aufschlüsse über diese Epoche geben könnte, ist nicht erhalten. Auch der Sokrates-Schüler Aischines soll einen Dialog mit dem Titel Rhinon verfasst haben, der jedoch nicht überliefert ist.
Der Philosoph, Publizist und Redner Isokrates (* 436 v. Chr.; † 338 v. Chr.) berichtet in seiner Rede Gegen Kallimachos von einem Vorfall, bei dem ein gewisser Kallimachos von dem Beamten Patrokles, einem der Archonten unter der Zehnmännerregierung, auf offener Straße wegen einer Geldsumme, die dem Staat Athen gehörte, angeklagt und festgehalten wurde. Rhinon kommt zu der Szene hinzu und löst den Tumult dadurch auf, dass er den Streit an die zuständige Behörde überweist.
Rhinon und seine Amtskollegen wurden wegen ihrer volksfreundlichen Haltung in einem Beschluss der athenischen Volksversammlung ausdrücklich belobigt. Obwohl sie ihre schwierigen Aufgaben in der Oligarchie übernommen hatten, legten sie – wie Aristoteles sagt – „in der Demokratie darüber Rechenschaft ab, und niemand erhob gegen sie Klage, weder jemand von denen, die in der Stadt geblieben, noch jemand von denen, die aus Piräus zurückgekehrt waren“. Wegen seiner erfolgreichen Amtsführung wurde Rhinon von den Athenern sofort zum Strategen (Feldherrn) für das Jahr 403/402 v. Chr. gewählt. Im Jahr 402/401 v. Chr. war er möglicherweise als Finanzbeamter bzw. Schatzmeister Athens tätig. Diese Ernennungen zeigen die Dankbarkeit der Stadt für seine Leistungen.
Rhinon scheint nach seinem kurzen und erfolgreichen Auftritt auf der politischen Bühne seiner Heimatstadt wieder ins zweite politische Glied oder sogar ins Privatleben zurückgekehrt zu sein, da uns die Quellen über seine weitere Laufbahn oder sein weiteres Leben keine Einzelheiten überliefern.